# Далланд, Рандульф
Рандульф Далланд (норв. Randulf Dalland; 4 мая 1900 года ― 9 ноября 1984 года) ― норвежский коммунист.

## Биография
Далланд родился в Бергене. В 15 лет стал сантехником и проработал на этом поприще до 1927. В эти же годы он вовлёкся в деятельность профсоюзов и молодёжных организаций Коммунистической партии Норвегии (КПН). Женился на Анне Паульсон, которая также была вовлечена в политическую активность.
Супружеская пара после свадьбы вскоре осела в городе Одда, где Далланд открыл свою водопроводную компанию. В 1927 году он вступил в КПН, и в течение нескольких лет был председателем влиятельной ячейки в Одде. С 1930 по 1932 год, Далланд был редактором местной газеты Hardanger Arbeiderblad, издаваемой КПН; в совете редакторов работала и его жена. С 1932 по 1935 год он был председателем профсоюза работников Западной Норвегии, параллельно работая корреспондентом газеты КПН Arbeidet. С 1935 по 1937 год был депутатом Городского совета Бергена.
В 1935―1936 годах Далланд учился в Международной ленинской школе в Москве. В 1937 году покинул СССР, чтобы принять участие в Гражданской войне в Испании на стороне республиканцев. Вместе с другими добровольцами он предварительно прошёл курс боевой подготовки в Рязани.
В начале 1937 года он отправился в Испанию через Швецию и Францию, хотя его семья осталась жить в Москве. В Испании Далланд присоединился к 11-й интербригаде, где он был лейтенантом в отделе связи. Во время вылазки в тыл врага на Мадридском фронте в июне 1937 года он попал в плен и был приговорён к смертной казни. Об этом узнало норвежское правительство и по дипломатическим каналами начала работу над его освобождением. В 1940 году он был выслан из Испании.
Во время Второй мировой войны Далланд нашёл убежище в Соединённом Королевстве, где в июне 1940 вступил в ряды Норвежской бригады, формировавшейся в Шотландии. Однажды, слушая радио в военном лагере, он неожиданно получил вести о своей семье: Далланд внезапно понял, что он слышит голос своей жены, которая выступает на Радио Москвы. Анна Далланд получила довольно важную роль на советской радиостанции в те годы, когда они расстались.
Далланд окончил военную службу в ноябре 1945 года, примерно в то же время, когда его жена смогла покинуть Москву и вернуться на родину. В Норвегии Далланд был избран в Стортинг на первых послевоенных выборах, когда НКП получила 11 мест. В Тингете он был членом Военного комитета и Лагтинга.
С 1950 по 1965 год Далланд был партийным секретарем НКП. Одно время он также был журналистом в партийной газете Friheten.